# Ulsan
Ulsan (울산광역시?, 蔚山廣域市?, Ulsan gwang-yeoksiLR), il cui nome ufficiale è Città metropolitana di Ulsan è una città metropolitana di 1,16 milioni di abitanti nel sud-est della Corea del Sud, di fronte al Mar del Giappone. 
Situata a 70 chilometri a nord di Pusan, forma il cuore dell'area industriale del paese chiamata Distretto Industriale Ulsan. È anche la sede dell'Università di Ulsan.
Dal punto di vista amministrativo è una città metropolitana autonoma con rango di provincia.

## Geografia antropica

### Suddivisioni amministrative
Ulsan include 4 quartieri ("Gu") ed 1 contea ("Gun").

#### Quartieri
- Buk-gu
- Dong-gu
- Jung-gu
- Nam-gu

#### Contee
- Ulju-gun

## Economia

### Industria
Come centro del Distretto Industriale di Ulsan, la città è la base del conglomerato multinazionale Hyundai. Fino al 1962 Ulsan operava come porto di pesca e centro mercantile; in seguito al piano economico per i primi 5 anni della Corea del Sud, Ulsan divenne un porto aperto. Si svilupparono da allora importantissime industrie nel campo della raffinazione petrolifera, dei fertilizzanti, della produzione automobilistica e di altri settori dell'industria pesante. Il porto Bangeojin, dedicato alla costruzione navale, divenne parte della città nel 1962
La città è stata il maggior centro della Corea per la caccia alla balena (bandita dal 1986); ospita il Jangsaengpo Whale Museum, unico museo coreano dedicato alle balene, e nel giugno 2005 ha ospitato il meeting della Commissione Internazionale per la caccia alla balena.

## Infrastrutture e trasporti
Il dipartimento di trasporto della città ha pianificato la costruzione di una linea ferroviaria leggera. Il sistema di trasporto pubblico della città è simile a quello di tutte le maggiori città coreane.
Nella zona del porto c'è il ponte di Ulsan, uno dei maggiori al mondo per lunghezza della campata principale.

## Sport
La città ospita la squadra di basket Basket Ulsan Mobis Phoebus, partecipante alla massima serie del campionato sudcoreano e la squadra di calcio Ulsan Hyundai, partecipante alla K League 1, massima serie del campionato sudcoreano, che dopo il campionato mondiale di calcio 2002, fu spostata dal suo precedente stadio di Jung Gu, che è ora un campo municipale, all'Ulsan Munsu Football Stadium, che ospitò diversi incontri della Coppa del Mondo. Entrambe di proprietà del gruppo Hyundai Motor Group.

## Geografia fisica

### Clima
La media di pioggia ad Ulsan (basato su una media di almeno 30 anni) è 1272 mm. La temperatura media annuale è 14,3 °C, mentre la massima e la minima sono rispettivamente 38,6 °C e −16,7 °C.

## Amministrazione

### Gemellaggi
- Hagi, dal 1968
- Hualien, dal 1981
- Portland, dal 1987
- Changchun, dal 1994
- Tomsk, dal 2003